# Indische Badminton-Mannschaftsmeisterschaft
Indische Badminton-Mannschaftsmeisterschaften werden seit 1944 ausgetragen. Die Männerteams spielen um den Ibrahim Rahimtoola Cup, die Damenteams um den Gulab Rai Chadha Cup.

## Die Meister
| Saison    | Herrenteam                       | Damenteam                        |
| --------- | -------------------------------- | -------------------------------- |
| 1944      | Delhi                            | nicht ausgetragen                |
| 1946      | Punjab                           | nicht ausgetragen                |
| 1947      | Maharashtra                      | nicht ausgetragen                |
| 1948      | nicht ausgetragen                | nicht ausgetragen                |
| 1949      | Bombay                           | nicht ausgetragen                |
| 1950      | Bombay                           | nicht ausgetragen                |
| 1951      | Bombay                           | nicht ausgetragen                |
| 1952      | Bombay                           | nicht ausgetragen                |
| 1953      | Bombay                           | nicht ausgetragen                |
| 1954      | Bombay                           | nicht ausgetragen                |
| 1955      | Bombay                           | nicht ausgetragen                |
| 1956      | Bombay                           | nicht ausgetragen                |
| 1957      | Uttar Pradesh                    | nicht ausgetragen                |
| 1958      | Maharashtra                      | nicht ausgetragen                |
| 1959      | Maharashtra                      | nicht ausgetragen                |
| 1960      | Maharashtra                      | nicht ausgetragen                |
| 1961      | Maharashtra                      | Maharashtra                      |
| 1962      | Maharashtra                      | Railways                         |
| 1963      | Maharashtra                      | Railways                         |
| 1964      | Railways                         | Railways                         |
| 1965      | Railways                         | Railways                         |
| 1966      | Railways                         | Maharashtra                      |
| 1967      | Railways                         | Maharashtra                      |
| 1968      | Punjab                           | Maharashtra                      |
| 1969      | Railways                         | Maharashtra                      |
| 1970      | Railways                         | Maharashtra                      |
| 1971      | Railways                         | Maharashtra                      |
| 1972      | Railways                         | Maharashtra                      |
| 1973      | Maharashtra                      | Maharashtra                      |
| 1974      | Maharashtra                      | Railways                         |
| 1975      | Railways                         | Railways                         |
| 1976      | Railways                         | Railways                         |
| 1977      | Karnataka                        | Kerala                           |
| 1978      | Karnataka                        | Railways                         |
| 1979      | Combined Universities            | Railways                         |
| 1980      | Railways                         | Railways                         |
| 1981      | Maharashtra                      | Railways                         |
| 1982      | Railways                         | Railways                         |
| 1983      | Railways                         | Maharashtra                      |
| 1984      | Maharashtra                      | Maharashtra                      |
| 1985      | Railways                         | Maharashtra                      |
| 1986      | Railways                         | Maharashtra                      |
| 1987      | Railways                         | Railways                         |
| 1988      | Maharashtra                      | Maharashtra                      |
| 1989      | Railways                         | Maharashtra                      |
| 1990      | Maharashtra                      | Railways                         |
| 1991      | Railways                         | Railways                         |
| 1992      | Railways                         | Maharashtra                      |
| 1993      | Uttar Pradesh                    | Railways                         |
| 1994      | Maharashtra                      | Railways                         |
| 1995      | --                               | --                               |
| 1996      | Maharashtra                      | --                               |
| 1997      | Railways                         | Railways                         |
| 1998      | Maharashtra                      | Andhra Pradesh                   |
| 1999      | Petroleum Sports Control Board   | Petroleum Sports Control Board   |
| 2000      | Petroleum Sports Control Board   | Petroleum Sports Control Board   |
| 2001      | Petroleum Sports Control Board   | Petroleum Sports Control Board   |
| 2002      | Petroleum Sports Control Board   | Petroleum Sports Control Board   |
| 2003      | Petroleum Sports Control Board   | Petroleum Sports Control Board   |
| 2004      | Petroleum Sports Control Board   | Petroleum Sports Control Board   |
| 2005      | Petroleum Sports Control Board   | Petroleum Sports Control Board   |
| 2006      | Petroleum Sports Promotion Board | Petroleum Sports Promotion Board |
| 2007      | Petroleum Sports Promotion Board | Petroleum Sports Promotion Board |
| 2008      | Petroleum Sports Promotion Board | Petroleum Sports Promotion Board |
| 2009      | Petroleum Sports Promotion Board | Petroleum Sports Promotion Board |
| 2010      | Petroleum Sports Promotion Board | Petroleum Sports Promotion Board |
| 2011      | Petroleum Sports Promotion Board | Petroleum Sports Promotion Board |
| 2012      | Petroleum Sports Promotion Board | Petroleum Sports Promotion Board |
| 2013      | Petroleum Sports Promotion Board | Petroleum Sports Promotion Board |
| 2014 2024 | keine Daten                      | keine Daten                      |

Anmerkungen
1. ↑  Der indische Verband führt die Titelkämpfe der Herrenteams seit 1944, das Annual Handbook of the International Badminton Federation listet die Titelträger von 1944 bis 1961 als gemischte Teams.